# Roy Mason
Roy Mason, Baron Mason of Barnsley PC (* 18. April 1924 in Royston, South Yorkshire, England; † 20. April 2015) war ein britischer Politiker der Labour Party.

## Leben
Mason verließ die Schule mit 14 Jahren und arbeitete danach als Bergmann, ehe er Ende der 1940er Jahre Funktionär bei der Bergarbeitergewerkschaft National Union of Mineworkers (NUM) wurde. Daneben absolvierte er mit einem Stipendium des Trades Union Congress ein Studium an der London School of Economics and Political Science.
Seine politische Laufbahn begann er als Kandidat der Labour Party am 31. März 1953, als er bei einer Nachwahl erstmals als Abgeordneter in das Unterhaus (House of Commons) gewählt wurde und in diesem zunächst bis 1983 den Wahlkreis Barnsley vertrat. Zuletzt war er nach der Unterhauswahl vom 9. Juni 1983 bis 1987 Abgeordneter für den Wahlkreis Barnsley Central.
Nach dem Wahlsieg der Labour Party bei der Unterhauswahl 1964 wurde er in der Regierung von Premierminister Harold Wilson zunächst Staatsminister für Schifffahrt im Handelsministerium (Board of Trade) und nach einer kurzen Tätigkeit von April bis Juli 1968 als Generalpostmeister schließlich von Juli 1968 bis Oktober 1969 Staatsminister für Energie. Zuletzt war er von Oktober 1969 bis Juli 1970 als President des Board of Trade Handelsminister im Kabinett Wilson.
1971 war er Mitglied der Versammlungen des Europarates sowie der Westeuropäischen Union (WEU)
Als die Labour Party nach der Unterhauswahl vom 28. Februar 1974 mit Wilson abermals den Premierminister stellen konnte, wurde Mason Verteidigungsminister in dessen Kabinett.
Nach dem Amtsantritt von Wilsons Nachfolger James Callaghan als Premierminister wurde er im Zuge der Regierungsumbildung am 10. September 1976 Nordirlandminister und damit Nachfolger von Merlyn Rees, der neuer Innenminister wurde. Während seiner Amtszeit als Nordirlandminister kam es zur weiteren Umsetzung der Beendigung des sogenannten Special Category Status sowie die Verlegung von ehemals nach diesem Status angesehene Mitglieder der Provisional Irish Republican Army wie Kieran Nugent in das Maze Prison im September 1976. Durch Nugent kam es zum Wiederaufleben des Blanket Protest, durch den sich die IRA-Mitglieder weigerten Gefängniskleidung zu tragen, da diese sich nicht als gewöhnliche Kriminelle, sondern als politische Gefangene betrachteten.
Das Amt des Nordirlandministers bekleidete Mason bis zum Wahlsieg der Conservative Party unter Margaret Thatcher bei den Unterhauswahlen vom 3. Mai 1979.
Nach seinem Ausscheiden aus dem Unterhaus wurde ihm am 20. Oktober 1987 als Baron Mason of Barnsley die Würde eines Life Peer verliehen und Mason damit zum Mitglied des House of Lords.

## Veröffentlichungen
- Coal and the Common Market, London 1971
- Opec trade, 1973–1976, 1976
- Paying the price, Autobiografie, 1999, ISBN 9780709063681